# Prüm
Prüm is een gemeente in de Duitse deelstaat Rijnland-Palts, gelegen in het district Bitburg-Prüm. De plaats telt 5.529 inwoners en maakt deel uit van de gelijknamige Verbandsgemeinde met 44 gemeenten en 22.500 inwoners.

## Geschiedenis
In 721 werd in Prüm door de Karolingers de Abdij van Prüm gesticht. Nabij Prüm werd ook de verdeling van het rijk van Lotharius I besloten met het Verdrag van Prüm.
Prüm maakte deel uit van het keurvorstendom Trier maar was omgeven door Viandens gebied (Kronenburg, Neuerburg, Bitburg). Na Waterloo werd Prüm met het hele oostelijke deel van Vianden door het congres van Wenen aan Pruisen toegewezen. Daar ging het deel uitmaken van de nieuwe Rijnprovincie. Bij de opdeling van Pruisen door de geallieerden in 1946 kwam Prüm terecht in de deelstaat Rijnland-Palts.
Daarnaast is Prum ook bekend vanwege een grote explosie in 1949. Ten gevolge van een brand in een bunker in de Kalvarienberg explodeerde zo'n 500 ton springstof, die gebruikt zou worden bij het verwijderen van de bunkers van de Westwall. De explosie liet een krater van zo'n 20 meter diep na, waarbij aarde en steenbrokken over kilometers weggeslingerd werden. Hierbij werden verschillende heropgebouwde huizen (zwaar) beschadigd. Door een tijdig evacuatiebevel vielen in de stad relatief weinig slachtoffers (12 doden en 15 gewonden).

## Bezienswaardigheden
Het benedictijnenklooster werd in 1794 door de Fransen opgeheven. Sinds 1802 is de abdijkerk parochiekerk, die in 1950 tot basiliek verheven werd. In deze Sint-Salvator-basiliek ligt keizer Lotharius I begraven. De kerkschat bevat talrijke relieken, waaronder partikels van de Heilige Sandalen van Christus, de Heilige Drie Heelmeesters en verschillende vroege martelaren. Onder meer Arnhem, Oldenzaal en Voorst hebben een historische band met de abdij.

## Galerij

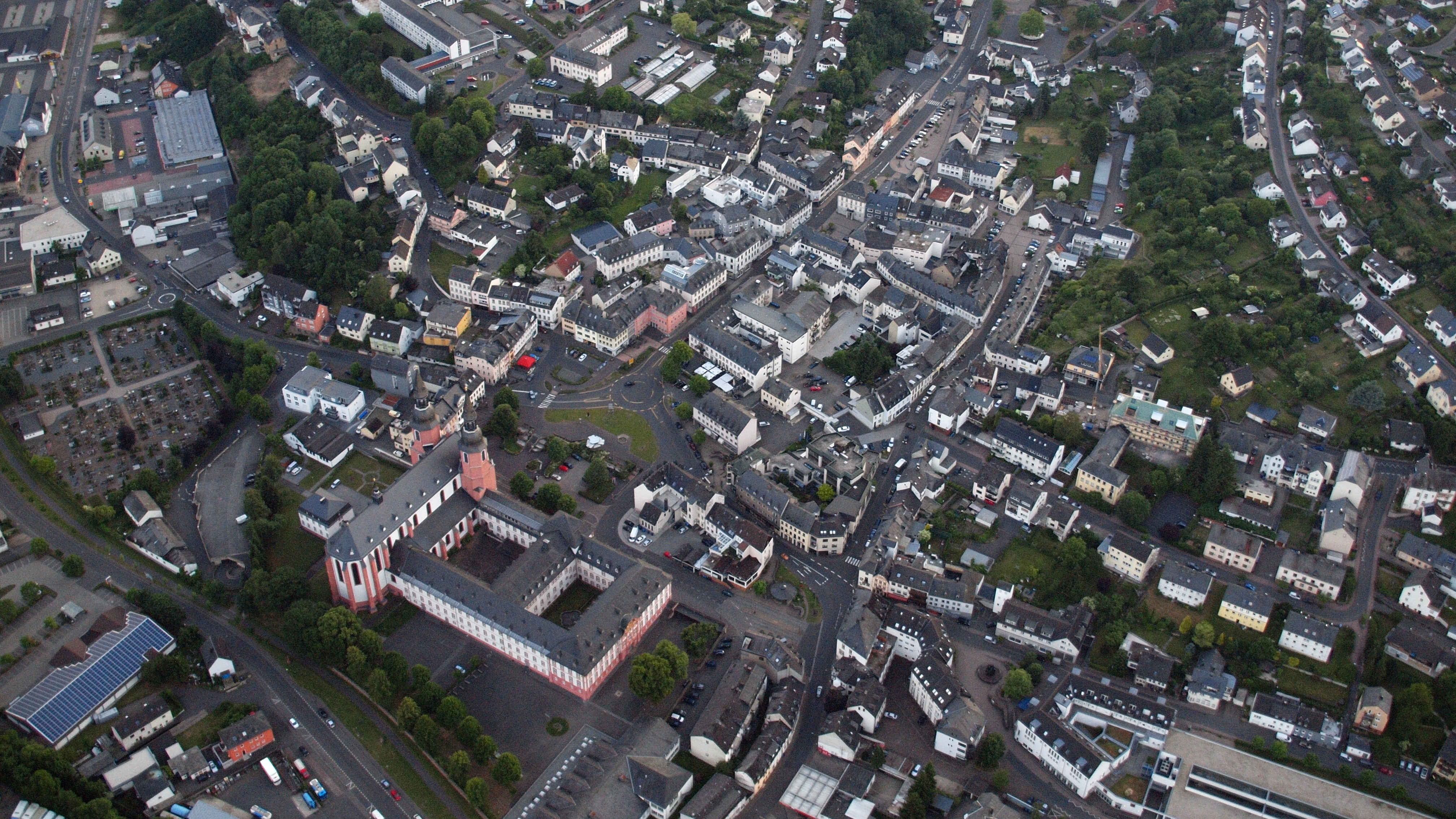
Luchtfoto van het centrum van Prüm
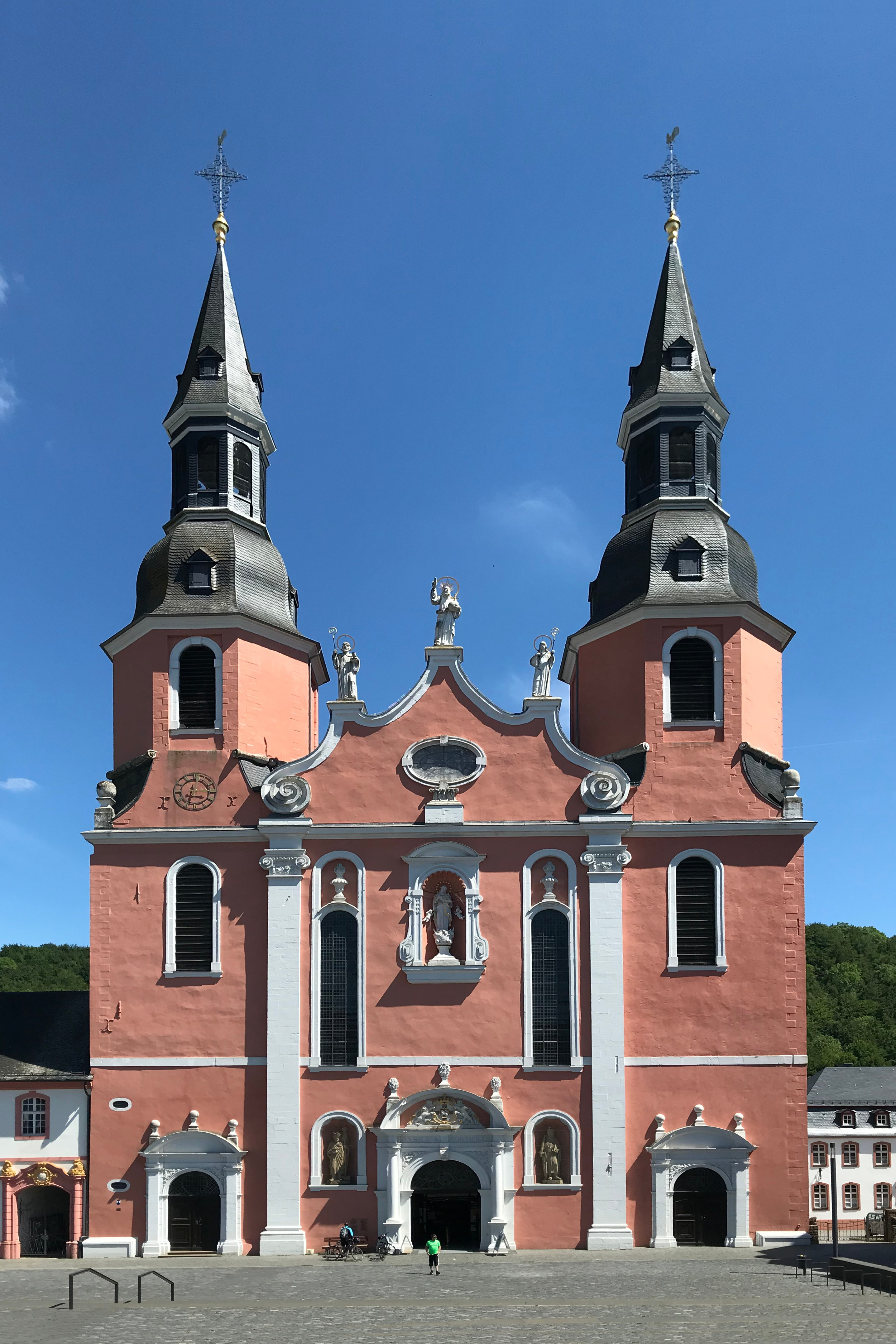
Sint-Salvatorbasiliek
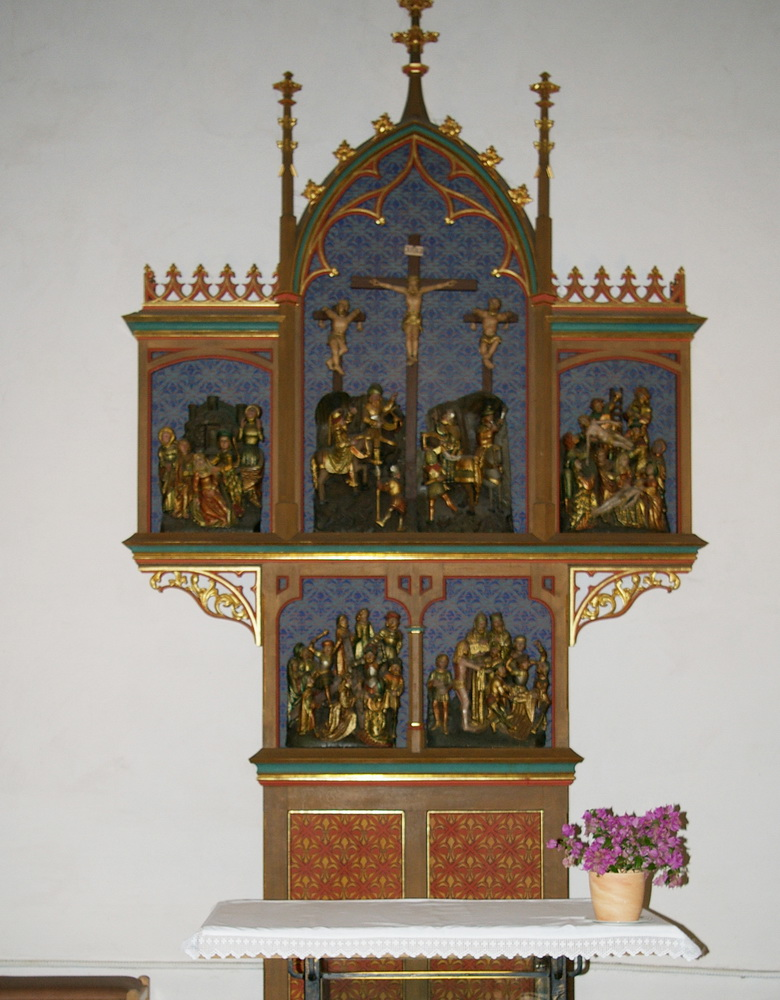
Altaar in de basiliek
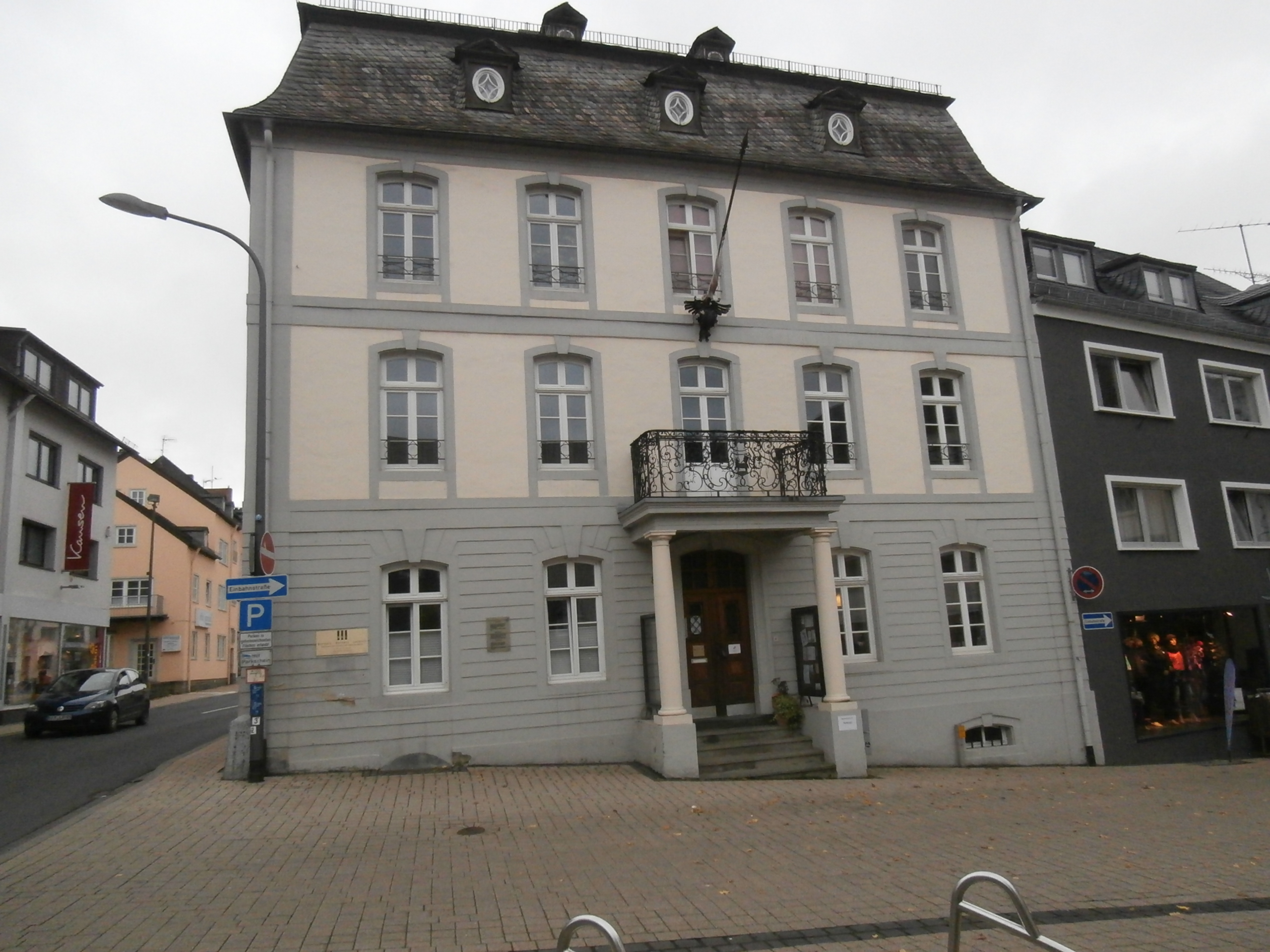
Johannismarkt
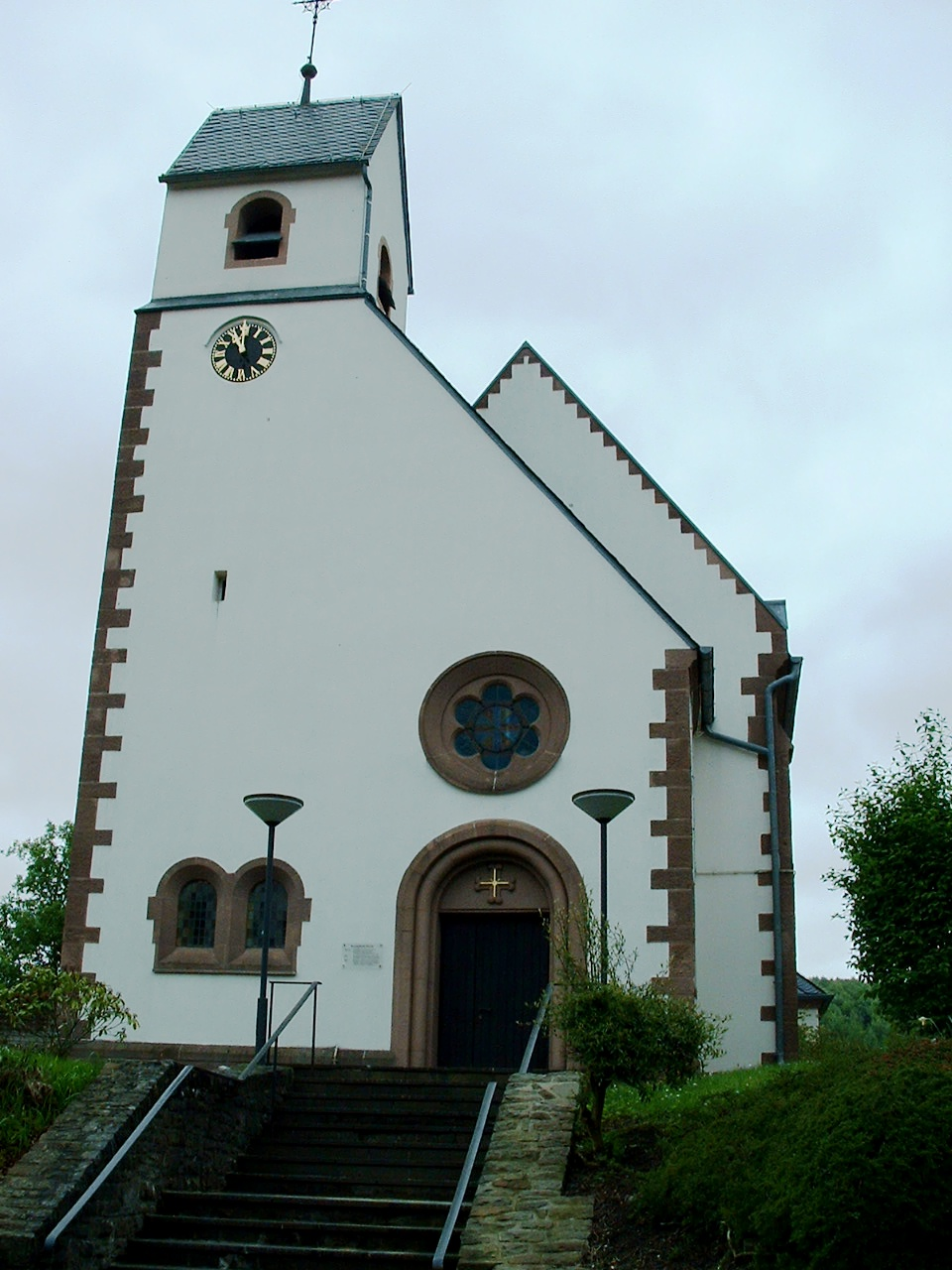
Evangelische kerk
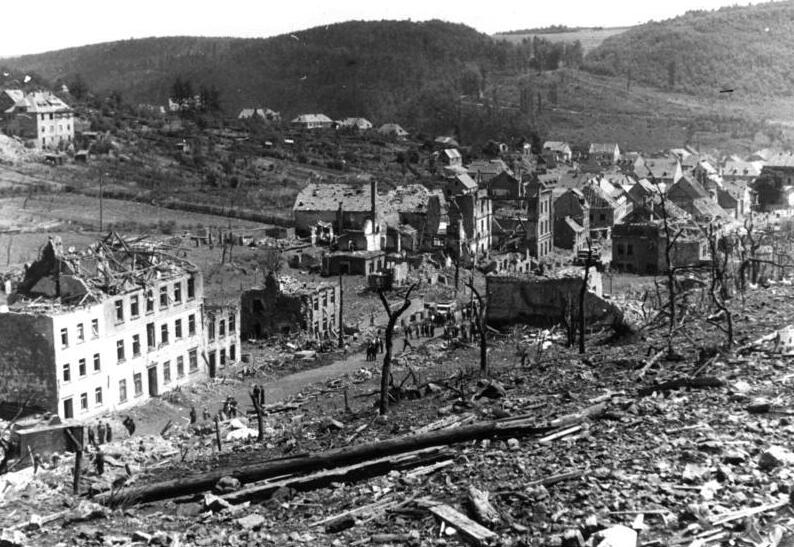
Verwoesting na de munitie-explosie van 1949